# Morgenrøde
 Der er for få eller ingen kildehenvisninger i denne artikel, hvilket er et problem. Du kan hjælpe ved at angive troværdige kilder til de påstande, som fremføres i artiklen.

Morgenrøden er den rødfarvning af himlen, som skyldes lysets brydning gennem atmosfæren. Da lysstrålerne rammer jorden næsten tangentialt, skal de gennemtrænge meget tykke luftlag. Derved filtreres de andre farver bort, så kun det røde ses.
Desuden kan partikler i luften medvirke til at den røde farve bliver kraftigere, hvilket blandt andet ses efter store støvstorme eller efter vulkanudbrug. Fænomenet sås også efter Golfkrigen i 1991, hvor Saddam Husseins tropper satte ild til de kuwaitiske olieboringer med store røgskyer over hele verdensdelen til følge.
Fænomenet svarer ganske til den rødfarvning af himlen, som ses ved solnedgang. Der kan dog tænkes at være en lille forskel i, at luften har et relativt lavere vandindhold om morgenen[kilde mangler].
I den græske mytologi er Eos gudinde for morgenrøden. Også i den romerske mytologi er der en gudinde for morgenrøden: Aurora.

## Kunst
- Rudolf Bissen, Morgenrøde ved en skovsø, 1868.
- Richard Scheibe, Die Morgenröte, 1937, bronzeskulptur foran Mannheim Kunsthalle.
- Ursula Stock, Morgenrot, 1997.

| Naturvidenskab | Spire Denne naturvidenskabsartikel er en spire som bør udbygges. Du er velkommen til at hjælpe Wikipedia ved at udvide den. |